# Мустафаєв Амді Ібрагімович
Амді Ібрагімович Мустафа́єв (11 червня 1918, с. Яни-Сала — 25 березня 2009, Сімферополь) — кримськотатарський художник. Учасник Другої світової війни. Нагороджений орденом Червоної Зірки та орденом Вітчизняної війни.

## Життєпис
Народився 11 червня 1918 в кримському селі Яни-Сала (нині Новопілля, Бахчисарайський район, АР Крим) у багатодітній кримськотатарській родині. Батька, який здобув у Стамбулі вищу духовну освіту, розкуркулили у 1930 році, сім'я вимушена була переселитися до Мелітополя, потім — до села Махульдур (Нагірне).
У 13 років Амді пішов вчитися до ФЗУ, працював слюсарем у залізничних депо Сімферополя і Кєфє (Феодосії). Відвідавши картинну галерею Айвазовського, він захопився образотворчим мистецтвом. Через деякий час на талановитого юнака звернув увагу відомий художник Микола Барсамов і запросив його до художньої студії, де Амді навчався рік. 1938 року він вступив до художнього училища в Сімферополі (нині Кримське художнє училище імені Миколи Самокиша), але навчання перервала війна.
Після закінчення Севастопольського зенітно-артилерійського училища воював на різних фронтах, визволяв міста Росії, Білорусії, Латвії, Польщі, Німеччини, дістав дві контузії. Військову службу закінчив 1954 року на Курильських островах. Попри бойові заслуги, йому не дозволили повернутися до рідного Криму. Амді Мустафаєв поїхав до Узбекистану, куди була депортована його родина.
1957 року закінчив Республіканське художнє училище у Ташкенті, брав участь у художніх виставках.
1968 року повернувся на історичну батьківщину. Працював художником-оформлювачем сувенірного цеху.
Помер 25 березня 2009 року в Сімферополі.
Творчий доробок митця зберігається у приватних колекціях Узбекистану, Росії, України.

## Творчість
Працював у різних жанрах: пейзаж, портрет, натюрморт.
Малював узбецьку середньовічну архітектуру, пейзажі рідного Криму, море. Дуже любив малювати квіти.
Створював картини на теми життя кримських татар («Фермер з Озенбаша», «Татари на фаетоні»).